# Ilex gardneriana
Ilex gardneriana là một loài thực vật có hoa trong họ Aquifoliaceae. Loài này được Wight mô tả khoa học đầu tiên năm 1848.